# CityNightLine
Pour les articles homonymes, voir CNL.

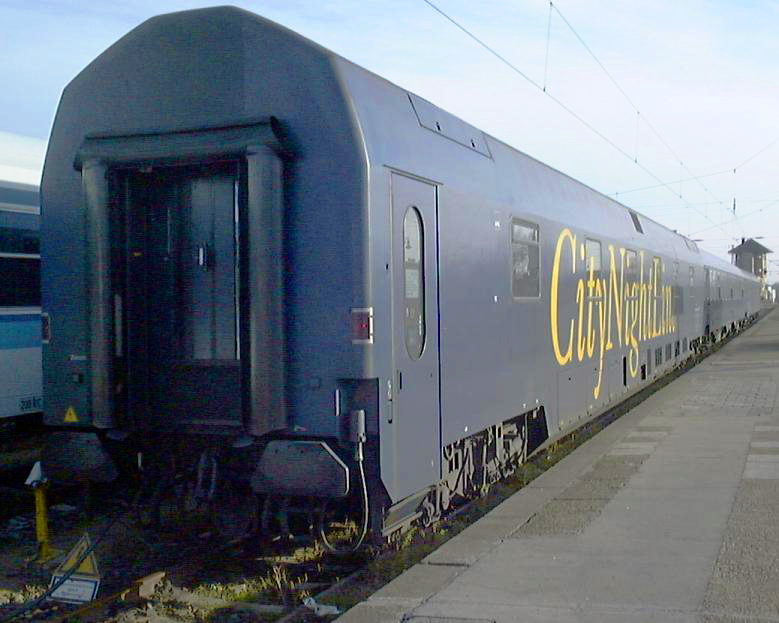
Une voiture-lits CityNightLine à deux étages.

CityNightLine (CNL) était jusqu'en 2016 une filiale de droit suisse de la Deutsche Bahn qui était l'opérateur des trains de nuit en Allemagne et vers plusieurs pays voisins (Autriche, Suisse, Pays-Bas, Danemark, France, République tchèque et Italie). La première circulation a eu lieu le 28 mai 1995. À l'origine filiale commune de la DB, des CFF et des ÖBB, CityNightLine est devenue une filiale de la DB depuis le retrait des deux autres partenaires. 
Depuis le 9 décembre 2007, l'ensemble des trains de nuit de la Deutsche Bahn circulent sous la marque CityNightLine qui remplace ainsi les anciens produits DB Nachtzug et UrlaubsExpress. Les liaisons vers le Danemark et la France ont été supprimées en  décembre 2014.

## Histoire
(décembre 2020).
Le contenu est difficilement compréhensible vu les erreurs de traduction, qui sont peut-être dues à l'utilisation d'un logiciel de traduction automatique.

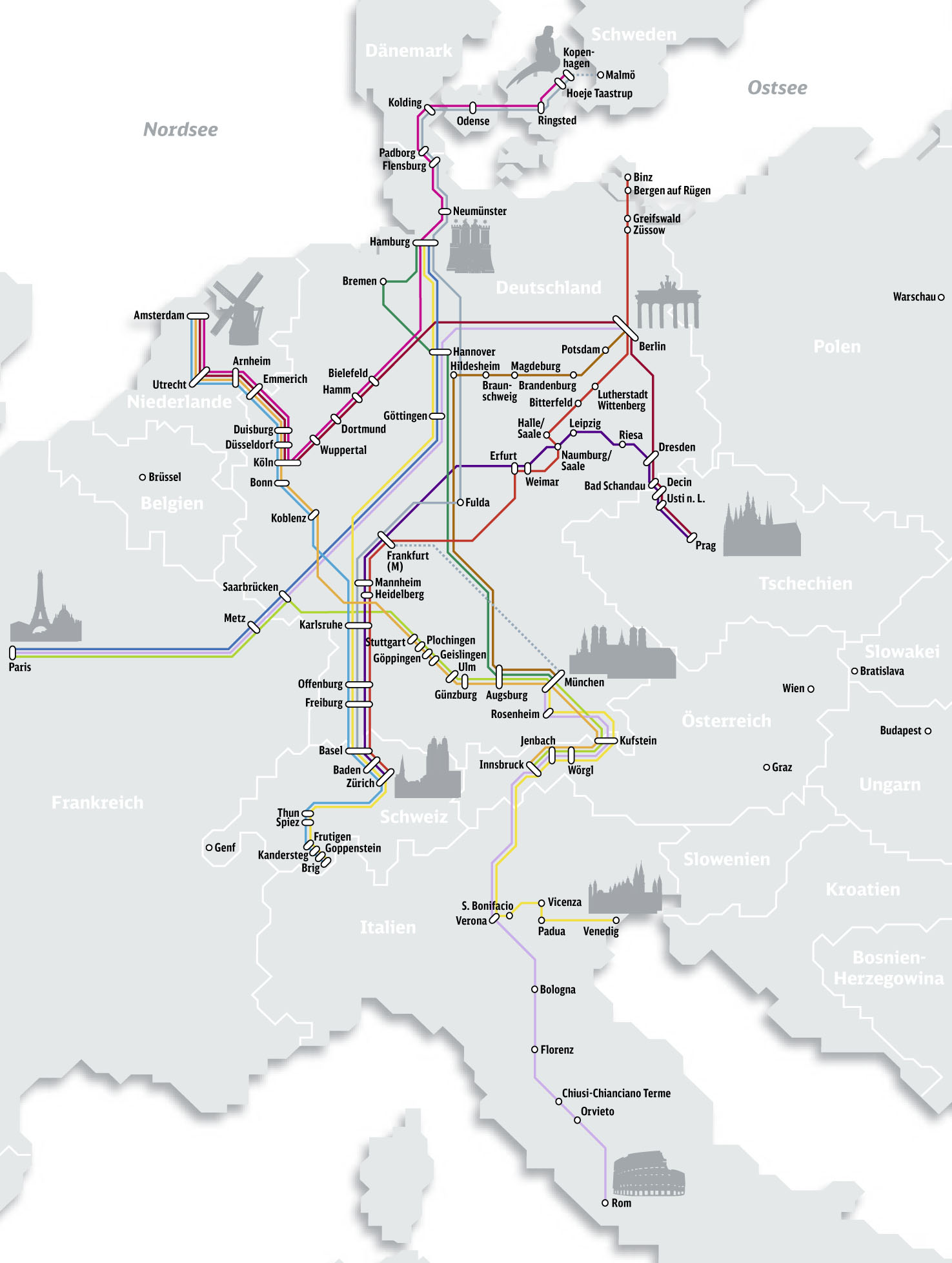
Le réseau CityNightLine en 2011.

En 1998, la Deutsche Bahn a transféré ses services de trains de nuit à DB AutoZug GmbH. Un an plus tard, la société CityNightLine AG, domiciliée à Zurich et les chemins de fer publics autrichiens et suisses, ÖBB et SBB, est devenue une filiale à part entière de DB Fernverkehr AG. Elle était dirigée par la même équipe de gestion que DB Autozug GmbH, de sorte que la responsabilité de toutes les catégories de trains de nuit, qui constituent toujours l'élément central du réseau City Night Line, est ensuite confiée à une seule source. La gestion des services, du matériel roulant et de la tarification de CityNightLine et de son homologue de la DB de l'époque (NachtZug) est toutefois restée distincte.

## Voitures
Les véhicules d'origine, construits en Suisse en deux lots, forment des rames climatisées composées de :
- voitures-lits à 2 niveaux WLAB 34 (type WLABm172.0) mixtes de 34 places ;
- voitures-lits à 2 niveaux WLB 44 (type WLBm171.0) avec 44 places de deuxième classe ;
- d'une voiture de service offrant un espace d'accueil avec bar et restauration (WRm131.0) ;
- de voitures-couchettes (Bvcmz248.x ou Bvcmbz249.1) de 60 places, d'origine DB (ex Bcm243 & Bcmh246) ;
- de voitures mixtes couchettes-fourgon pour les vélos (BDcm874.1) ;
- de voitures-couchettes (Bcvmh) d'origine NS ;
- de voitures à places assises (Bomdz236.9) de type UIC-Z2 à 11 compartiments de 6 places ;
- de voitures à places assises avec sièges inclinables (Bpm875.x)[1] de 62 places, issues de la transformation en 1994 de 29 voitures Bcm243 de la DB avec condamnation d'une plateforme d'accès ;

et si besoin d'un fourgon (Dmd).
Ce matériel A 2T2 complété par le matériel classique ancien (années 1960 et 1970, rénové vers 2000) de la DB ayant équipé précédemment les DB Nachtzug et UrlaubsExpress, et avec, notamment, de et vers la France, les luxueuses et récentes voitures-lits ComfortLine WLABmz173.1 livrées au début des années 2000.

Voitures-lits
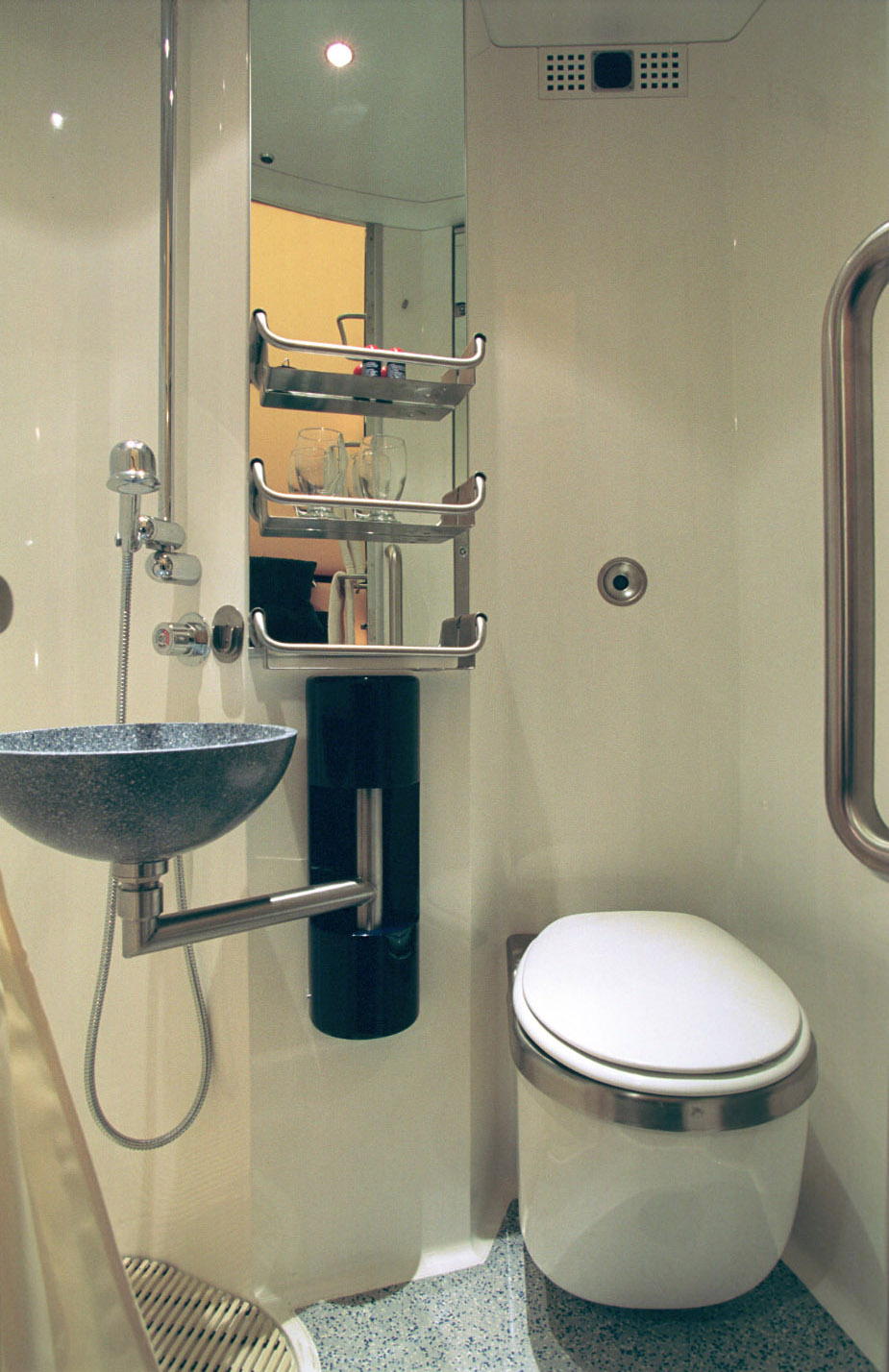
Toilette de voiture-lits (Comfortline Deluxe)
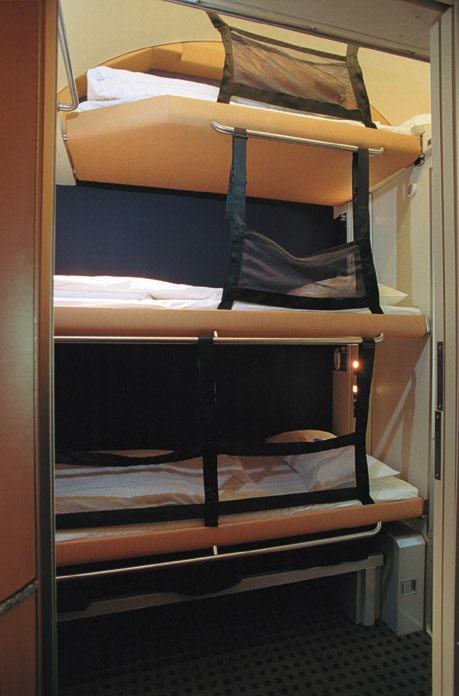
Lits d'une voiture-lits (avec sécurité enfants)
Lits d'une voiture-lits (2 niveaux Eco)
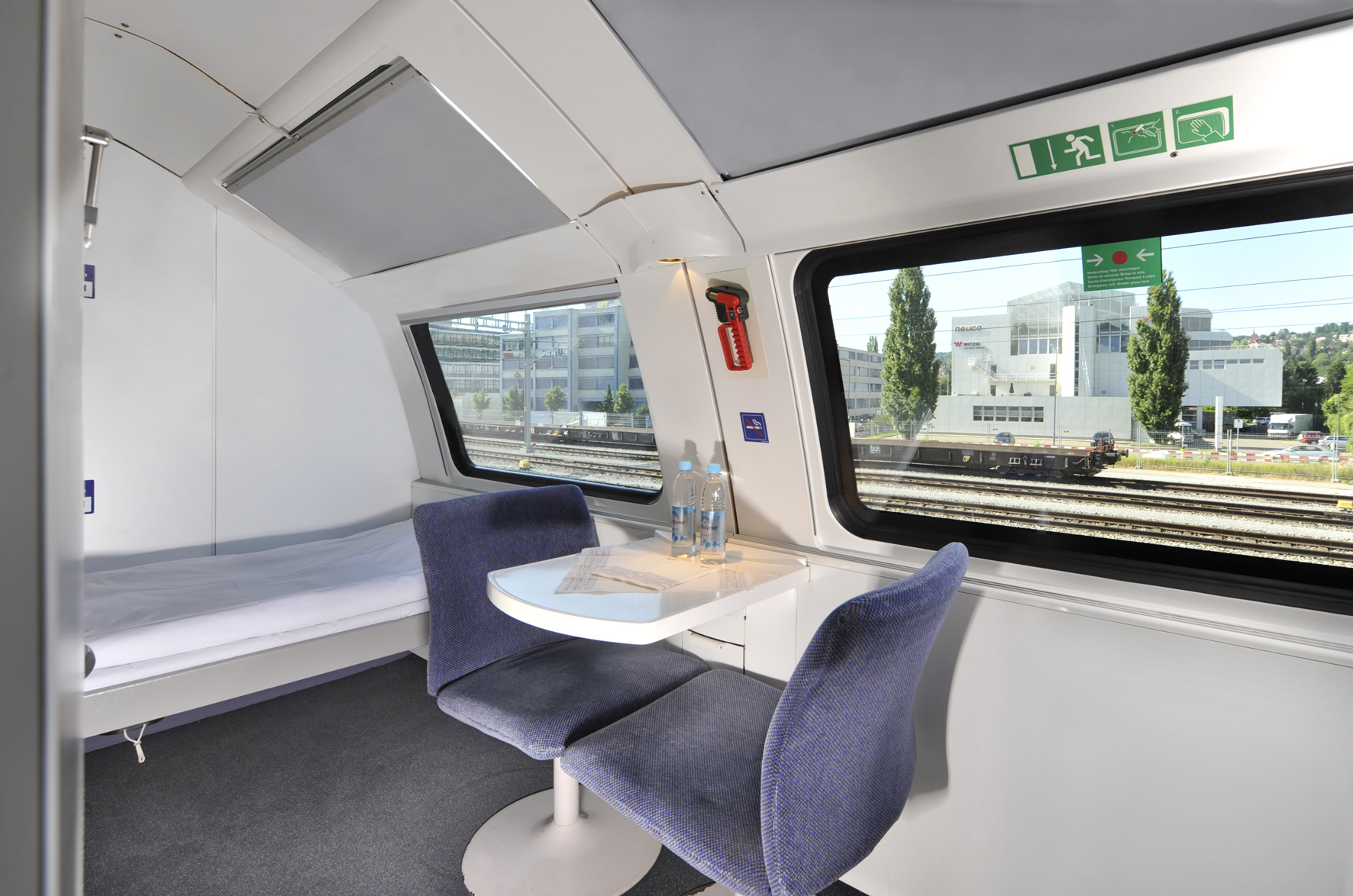
Lits d'une voiture-lits (2 niveaux Deluxe)

Voitures-couchettes
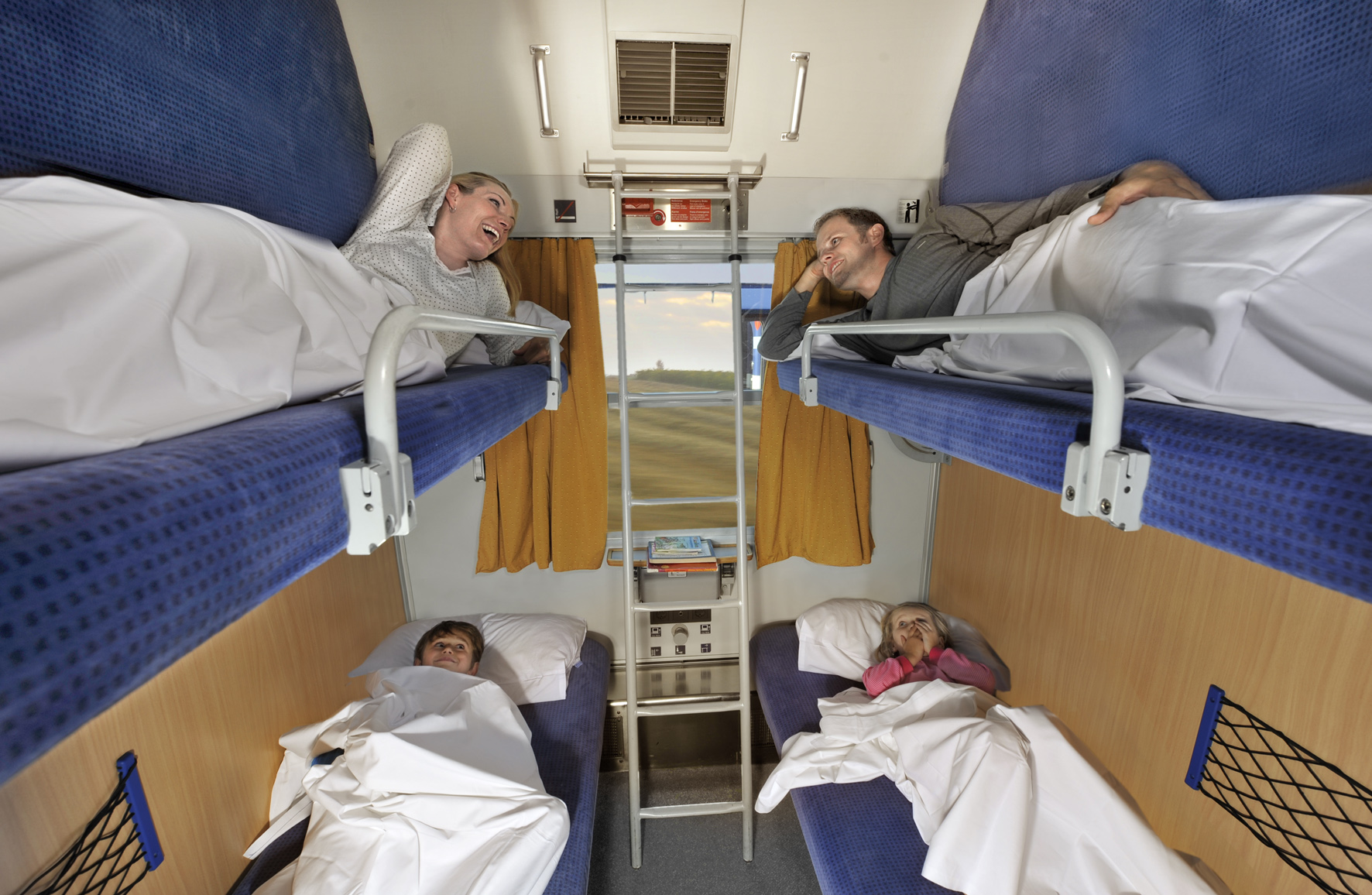
Compartiment à 4 couchettes
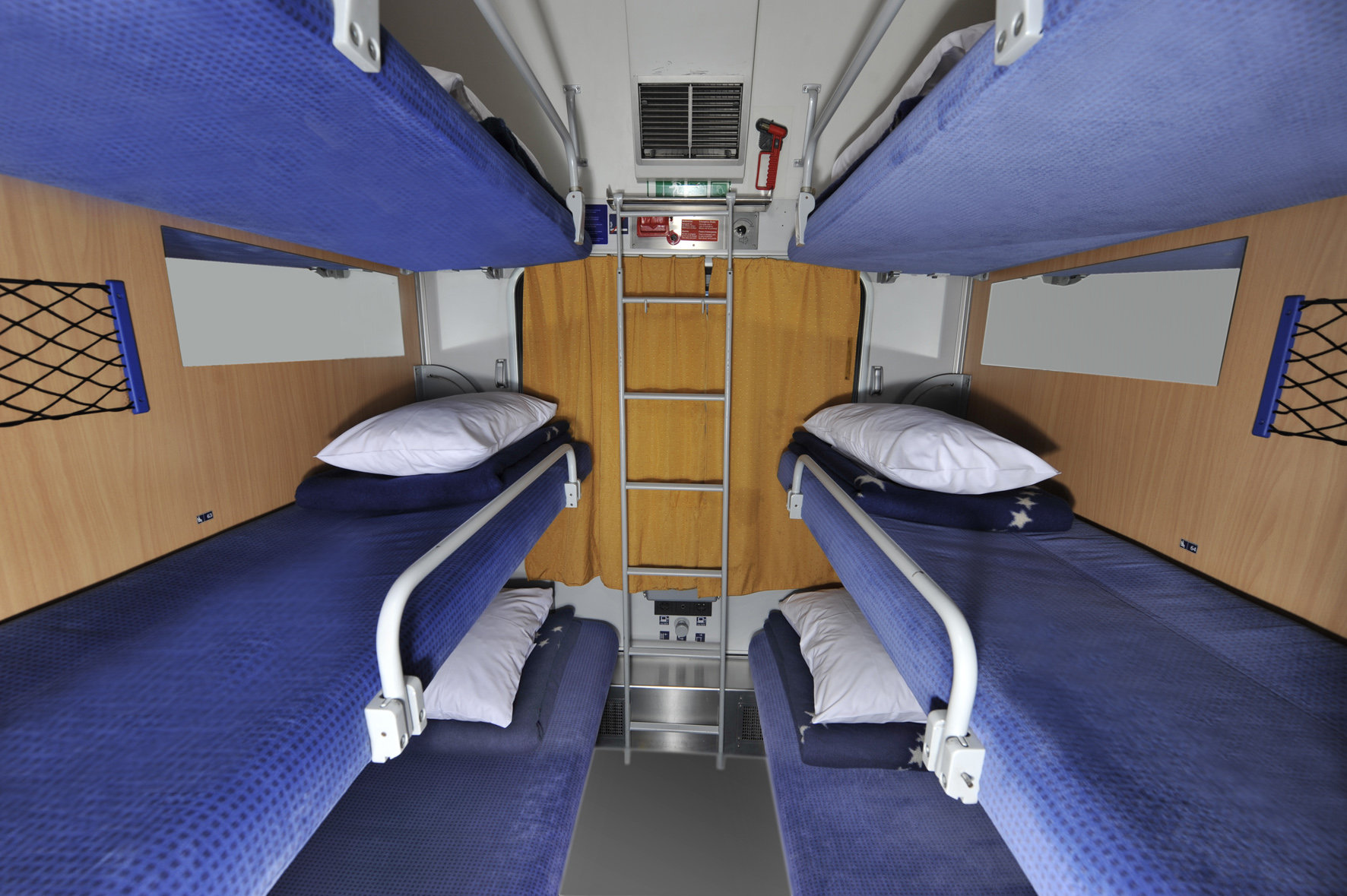
Compartiment à 6 couchettes
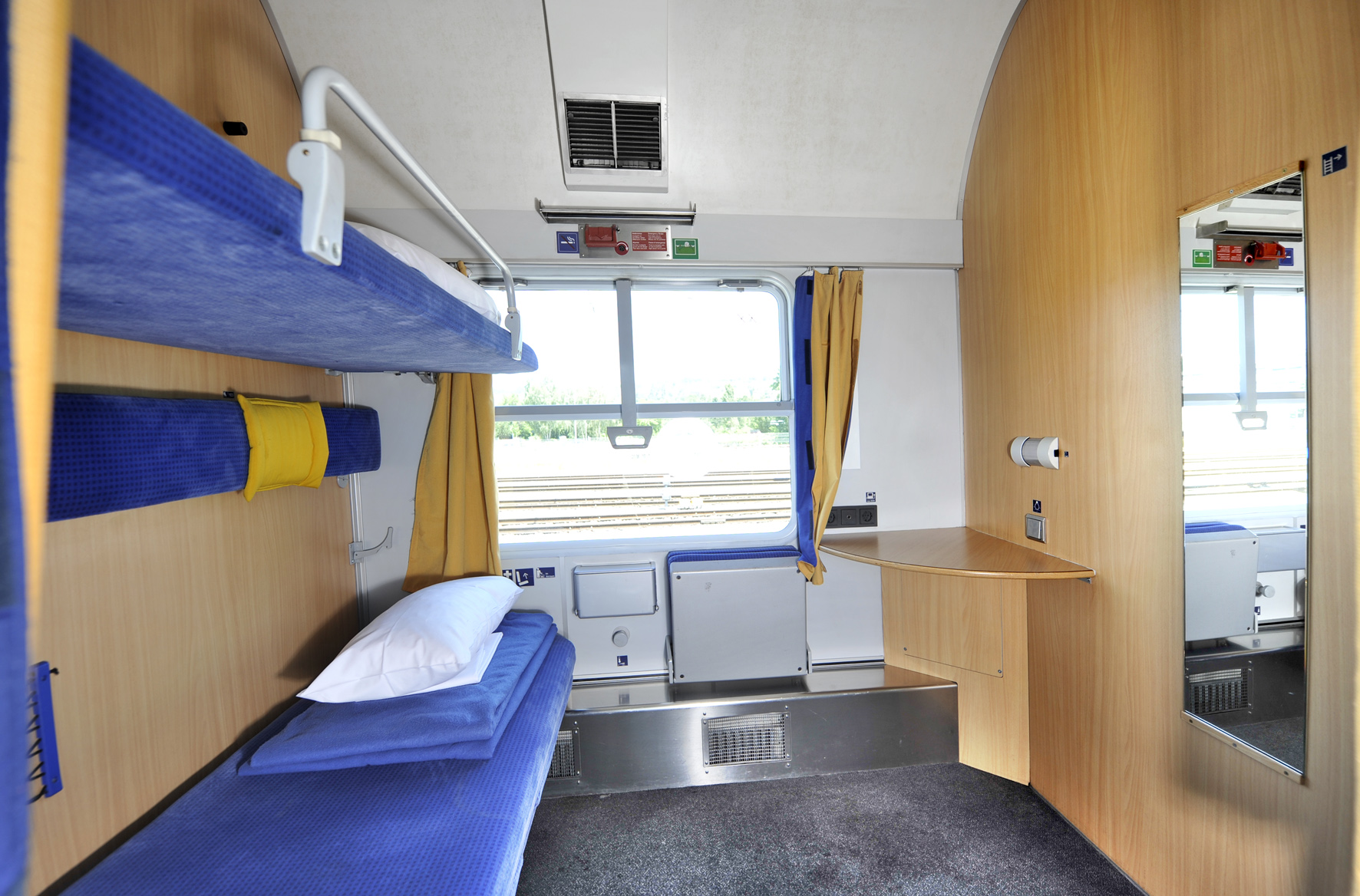
Compartiment pour passagers à mobilité réduite
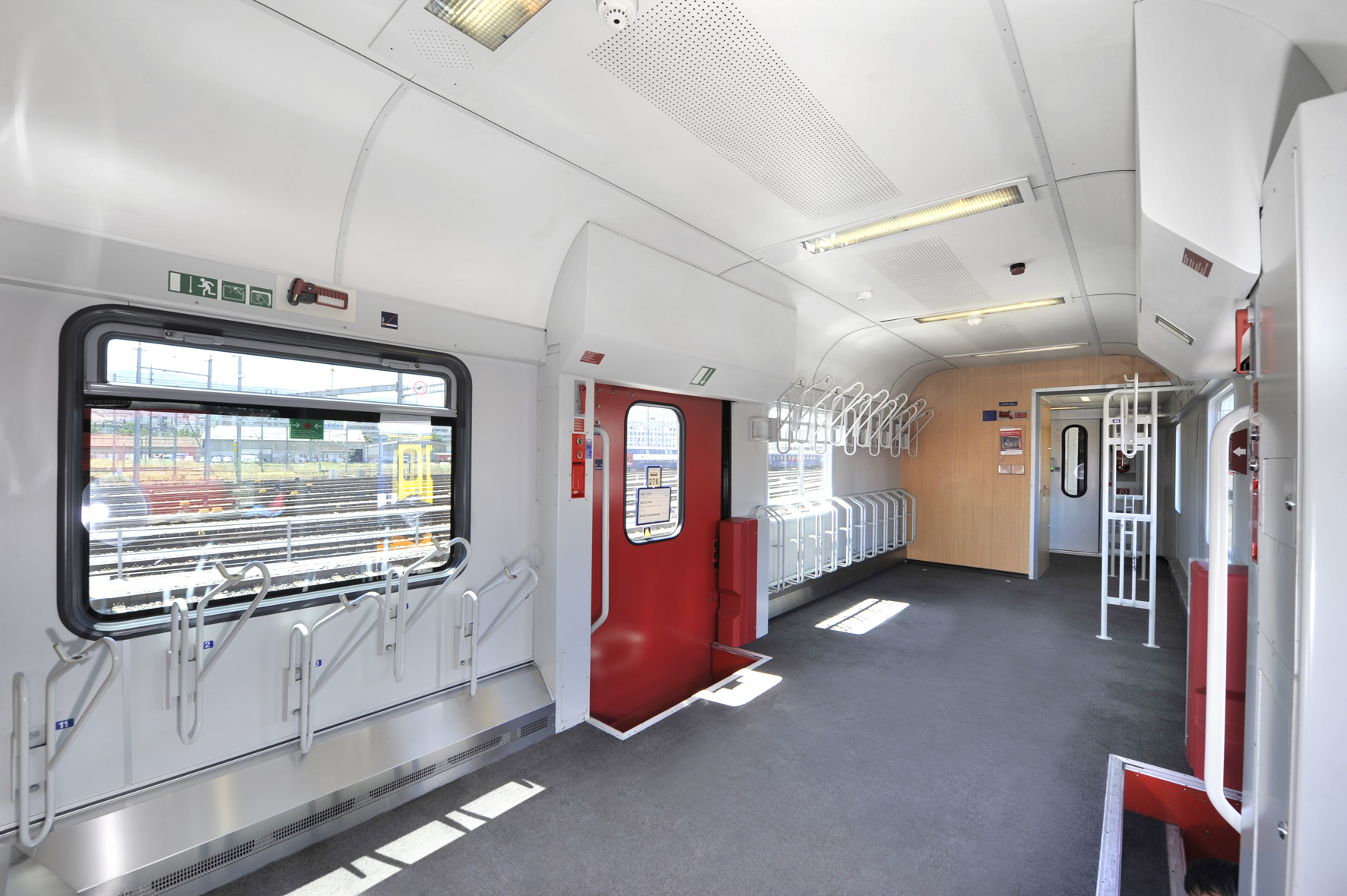
Compartiment pour cycles, skis, etc.

Places assises
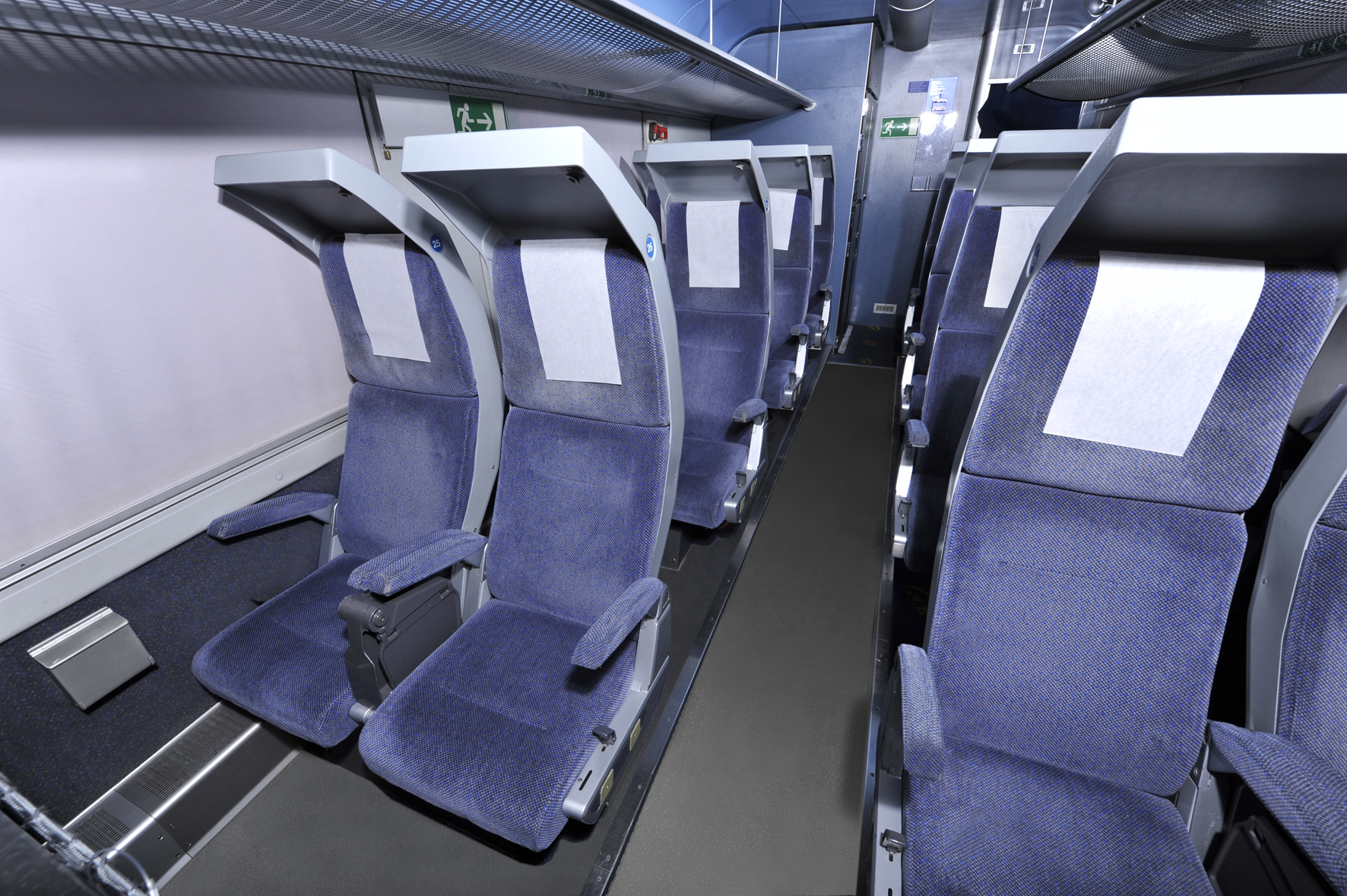
Salle à sièges inclinables.